# Il bambino e il poliziotto
Il bambino e il poliziotto es una película italiana de 1989 dirigida por Carlo Verdone.

## Reparto
- Carlo Verdone como Detective Carlo Vinciguerra
- Federico Rizzo como Giulio
- Adriana Franceschi como Rosanna Clarici
- Barbara Cupisti como Lucia
- Claudia Poggiani como la Jueza Caltabiano